# Sytuacja prawna i społeczna osób LGBT w Turcji

Tęczowa flaga – symbol społeczności LGBT

Tęczowa flaga w kształcie Turcji

Sytuacja społeczności LGBT w Turcji to jedno z najbardziej kontrowersyjnych zagadnień związanych z prawami człowieka w tym kraju. Kontakty homoseksualne są tam legalne. Jednak pomimo dużej popularności homoseksualnych i transseksualnych artystów takich jak Bülent Ersoy homoseksualizm w społeczeństwie pozostaje tematem tabu. Począwszy od lat 90. XX wieku zauważalna jest aktywność organizacji LGBT, które zabiegają o wprowadzenie w kraju ochrony prawnej przed dyskryminacją ze względu na orientację seksualną.

## Rys historyczny
Walkę o prawa mniejszości seksualnych w Turcji rozpoczęła lewicowa Radykalna Partia Zielonych Demokratów. Kilku jej członków uczestniczyło w strajku głodowym w 1987, w którym domagali się zaprzestania ataków policji na mniejszości seksualne.
W 1988 Kodeks cywilny został zmieniony, co umożliwiło osobom transseksualnym operacje korekty płci. W latach 90. ruchy na rzecz LGBT walczyły przeciwko rządowemu zakazowi przeprowadzania parad gejowskich, doprowadzając także do utworzenia organizacji Lambda Istanbul. W 1994 w statucie nowo utworzonej Partii Wolności i Solidarności zakazano dyskryminacji ze względu na orientację seksualną i tożsamość płci, dzięki czemu Demet Demir stała się pierwszą transseksualną kandydatką do wyborów w lokalnej radzie w Stambule. W 1996 Sąd Najwyższy postanowił odebrać dziecko lesbijkom, argumentując, iż homoseksualizm jest niemoralny. Tureckie aspiracje do Unii Europejskiej zmusiły rząd do oficjalnej legalizacji organizacji LGBT, zwiększenia stopnia wolności słowa i większego nacisku na prawa LGBT. Parady gejowskie odbywają się regularnie, zwłaszcza w Stambule i Ankarze. Kilka uniwersytetów zajmuje się kwestiami związanymi z LGBT.

## Sytuacja prawna osób LGBT

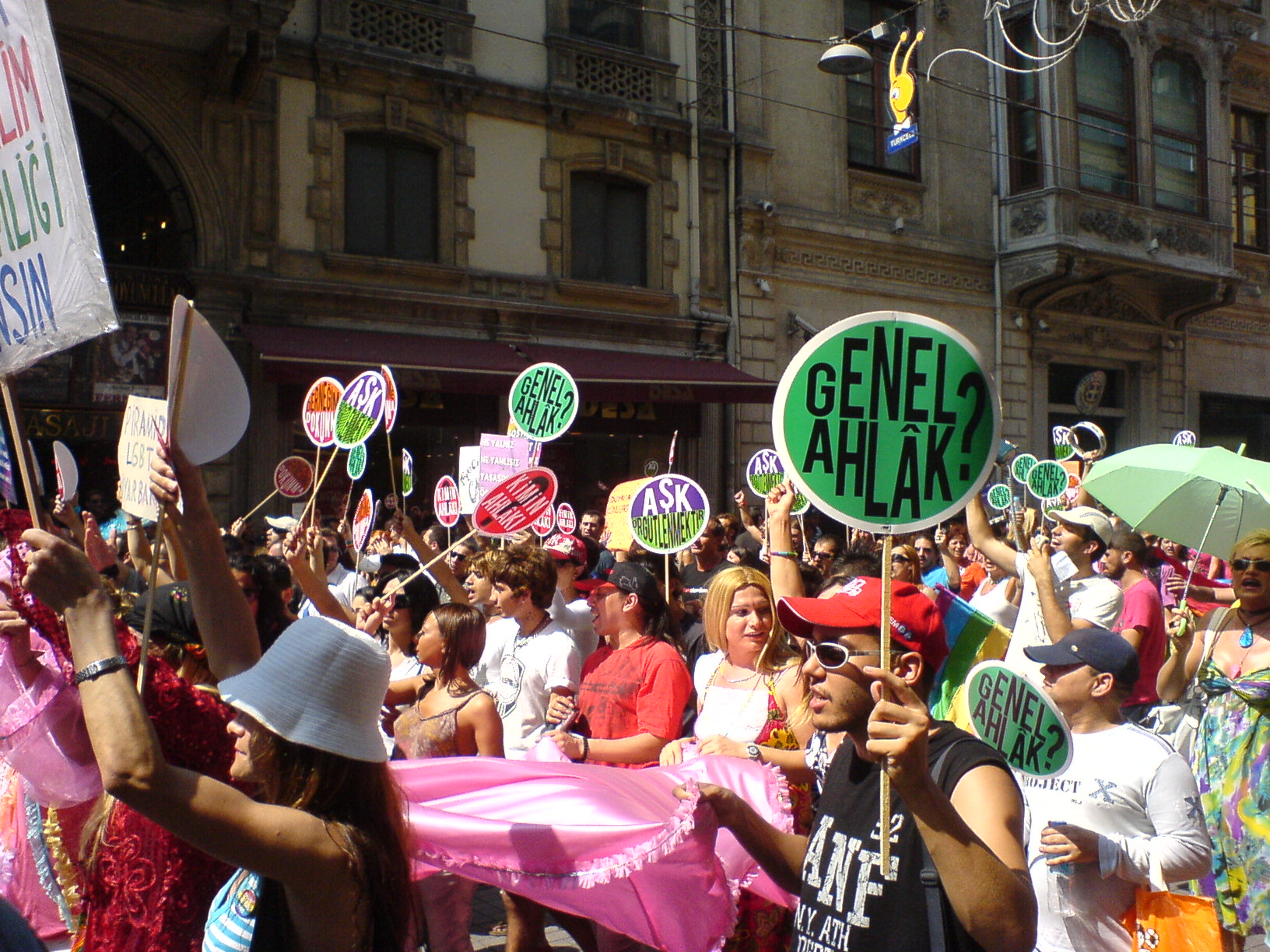
Parada w Stambule, 2008

W Turcji lobbingiem na rzecz praw osób LGBT zajmują się m.in. takie organizacje, jak założona w 1993 Lambda Istanbul, która jest członkiem ILGA-Europa czy KAOS GL, ustanowiony w 1994 w Ankarze. Od początku lat 90. propozycje współpracy z ONZ tych organizacji zostały odrzucone przez Komisję Praw Człowieka ONZ. W kwietniu 1997, kiedy członkowie Lambda Istanbul zostali po raz pierwszy zaproszeni do Narodowego Kongresu na temat AIDS, turecka organizacja była reprezentowana na szczeblu rządowym. Na początku 2000 rozpoczęły działalność nowe organizacje utworzone w innych miastach t. j. Pink Triangle (z ang. różowy trójkąt) w Izmirze i Rainbow Group w Antalya.
W 1996 tureccy studenci i absolwenci założyli kolejną organizację LGBT - LEGATO. Jej pierwszy oddział powstał na Bliskowschodnim Uniwersytecie Technicznym w Ankarze. Organizacja ta nadal otwiera nowe oddziały na wielu innych uczelniach i ma ponad 2000 członków. W marcu 2007 społeczność studencka LGBT utworzyła klub Gökkuşağı (gökkuşağı – pol. tęcza), który został oficjalnie zatwierdzony przez turecki uniwersytet Bilgi University.
W czerwcu 2003 odbył się pierwszy w historii Turcji marsz równości zorganizowany przez Lambda Istanbul. W lipcu 2005 KAOS GL wystosował prośbę do Ministerstwa Spraw Wewnętrznych i zyskał uznanie prawne, stając się pierwszą organizacją LGBT w kraju posiadającą status prawny. We wrześniu tego samego roku gubernator Ankary złożył skargę wnosząca o anulowanie statusu prawnego organizacji, ale została ona odrzucona przez prokuratora. W sierpniu 2006 Rainbow Group uzyskała podobny status, odwołany później ze względu na publiczne protesty. Organizacje uczestniczą w programach przeciwko AIDS/HIV oraz corocznych paradach May Day.
29 maja 2008 sąd w Stambule nakazał zamknięcie stowarzyszenia LGBT Lambda Stambuł uznając, że obraża ono moralność publiczną, poprzez posiadanie słów lesbijek, gejów, biseksualistów i transwestytów w nazwie organizacji. Decyzję sądu unieważnił następnie turecki Trybunał Konstytucyjny, a Lambda Istanbul kontynuuje działalność.

## Prawo a dyskryminacja osób homoseksualnych

### Kodeks karny
W Turcji wiek osób legalnie dopuszczających się kontaktów zarówno homo- jak i heteroseksualnych wynosi 18 lat. W tureckim Kodeksie karnym niejasne jest sformułowanie dotyczące sprawy obscenicznego zachowania i wykroczenia przeciw moralności publicznej, które jest wykorzystywane do nękania osób homoseksualnych i transseksualnych.

### Służba wojskowa
W Turcji obowiązek służby wojskowej dotyczy wszystkich obywateli płci męskiej pomiędzy 20. i 41. rokiem życia prócz gejów. W rzeczywistości wojskowi mają duże problemy z udowodnieniem orientacji homoseksualnej rekrutów, przez co większość gejów odbywa służbę.

### Ochrona prawna przed dyskryminacją
Tureckie prawo nie gwarantuje żadnego zakazu dyskryminacji przez wzgląd na orientację seksualną.

## Uznanie związków osób tej samej płci
Turcja nie uznaje małżeństw osób tej samej płci ani związków partnerskich. Turecka Rada Stanu orzekła, że osoby homoseksualne nie powinny mieć prawa do opieki nad dziećmi.

## Życie osób LGBT w kraju
W Stambule istnieje scena gejowska, składająca się z około 20 barów i klubów oraz innych miejsc, takich jak kina czy sauny.
Tureccy artyści są przyjaźnie nastawieni wobec społeczności homoseksualnej, zwłaszcza w ostatnich latach.